# Ким Дже Ук
Ким Дже Ук (на корейски: 김재욱) е южнокорейски актьор, модел и певец. Той е най-известен с ролите си в „Принцът на кафето“ (2007), „Лошо момче“ (2010), „Кой си ти?“ (2013), „Глас“ (2017), „Гостът“ (2018), „Нейният личен живот“ (2019) и „Луда любов“ (2022).

## Биография
Ким Дже Ук е роден на 2 април 1983 г. в Сеул, Южна Корея. Има по-голям брат. Въпреки че е роден в Корея, до 8-годишна възраст той израства в Токио, Япония, където семейството му се премества заради работата на баща му, който е журналист и е прехвърлен в Япония като чуждестранен кореспондент. Заради престоя си в Япония Дже Ук говори свободно японски език.
След завръщането си в Южна Корея Ким Дже Ук едва може да говори корейски. Затова когато е приет в началното училище, първо започва да учи корейски. Той така и не успява да свикне със строгите корейски училищни правила като носенето на униформа и регулирането на прическата. Това е и причината да каже на родителите си, че може и да не продължи образованието си в гимназията. Но по-късно променя решението си, защото иска да участва в дейности на училищна група като брат си. Още през първата си година в гимназия Dandae той се явява на прослушване за групата Kaksital и е приет в нея.
Докато е в гимназията Ким Дже Ук участва и в телевизионното шоу на MBC Akdong Club – риалити шоу за създаването на айдъл група. На въпроса на водещия на шоуто И Хуи Че дали Ким Дже Ук може да танцува и пее в стила на айдъл група, а не в рок стил музика, той категорично казва „не“ и без колебание се отказва от прослушването.
През втората си година в гимназията Ким Дже Ук започва да се снима като модел за модни списания и да участва в модни ревюта. Но най-голямата му страст си остава музикалната кариера. Това е причина да завърши специалност „Музика“ в Сеулският университет по изкуствата, след което създава рок групата Walrus, състояща се от трима члена. Ким Дже Ук все още свири с групата и до днес.
Хобитата на Ким Дже Ук включват четене, бейзбол и футбол. Освен това в свободното си време обича да чисти и едновременно с това да разсъждава върху нещата, които се въртят в ума му. А когато погледне чистия си дом, изпитва чувство на гордост.
Дже Ук започва задължителната си военна служба на 5 юли 2011 г. След пет седмици основно военно обучение прекарва 21 месеца активна служба и е уволнен през 2013 г.

## Кариера
През 2002 г. програмният директор на телевизия MBC Пак Сънг Су съветва Ким Дже Ук да започне да играе в телевизионни драми. Така той прави своя актьорски дебют в драмата на MBC „Господар на собствения си свят“, изпълнявайки ролята на член на инди рок група. След този първи опит, който не се оказва особено успешен, Ким Дже Ук намири актьорството за твърде трудно и решава да се откаже от него и да се се концентрира върху кариерата си на модел. Но 5 години по-късно, през 2007 г., променя решението си и участва в драмата на KBS2 „Пролетта на Дал Джа“.
Също през 2007 г. Ким Дже Ук участва с поддържаща роля в драмата на MBC „Принцът на кафето“, която постига висок рейтинг и се превръща в хитов сериал. Успехът на сериала носи признание и за Ким Дже Ук – ролята го изстрелва към славата както в Южна Корея, така и в няколко азиатски страни, а публиката започва да го нарича „Красивият принц цвете“. Когато Ким Дже Ук за първи път се явява на прослушването за „Принцът на кафето“, той е избран да играе ролята на героя Джин Ха Лим, който е описан като умник, но и женкар. Впоследствие, продуцентът на сериала променя ролята му на Но Сон Ки – по-затворен в себе си и мълчалив герой, смятайки, че Ким Дже Ук ще се чувства много по-комфортно да играе тази роля.
През 2008 г. Дже Ук прави и своя дебют в киното във филма „Антика“, където играе талантлив хомосексуален майстор сладкар. Режисьорът на филма Мин Кю Донг споделя, че когато е избрал двамата главни герои Чу Джу Хун и Ким Дже Ук за филма, не бил решил кой коя роля ще изиграе. Ким Дже Ук сам решава да влезе в образа на хомосексуалния герой. По-късно в интервю споделя, че за него е било предизвикателство да изиграе този герой и да изрази гей наклонностите му по естествен начин. Ким Дже Ук печели наградата „Най-добър нов актьор“ на 16-те корейски награди за развлечения. След успешното представяне в „Антика“ Ким Дже Ук започва да получава още и още предложения за роли.
По-късно се появява в драмата от 2008 г. „Кралството на ветровете“ и е посланик на добра воля за 9-тия Международен филмов фестивал в Чонджу (JIFF) през май 2008 г.
През октомври 2009 г. създава модерната рок група Walrus, в която участва като китарист и вокалист. Името на групата идва от сингъла на Бийтълс I am the Walrus.
Ким Дже Ук се завръща към актьорството през 2010 г. с драмата на SBS „Лошо момче“, където изпълнява ролята на поддържащия герой Хонг Те Сонг. За тази роля той е избран само след една среща с режисьора на сериала И Хьонг Мин.
Участва и в драмата на KBS2 „Омъжи се за мен, Мери!“, където играе богат млад мъж, който се мести от Япония в Корея. В този сериал говори на японски.
Преди да започне военната си служба през 2011 г., Дже Ук играе в рок мюзикъла Hedwig And the Angry Inch от 14 май до 19 юни 2011 г.
След приключване на задължителната си военна служба Ким Дже Ук се завръща в телевизионния сериал от 2013 г. „Кой си ти?“, където играе в ролята на дух, който се появява на приятелката си.
През 2014 г. участва в историческата екшън драма на KBS „Вдъхновяващо поколение“, но напуска след 8-ия епизод поради неизбежни обстоятелства.
През януари 2017 г. Ким Дже Ук участва в романтичния филм „Друг начин“, в ролята на полицай. След това играе в хитовата трилър драма „Глас“ на OCN, спечелвайки признание за изпълнението си на сериен убиец. През юли същата година Ким е избран за ролята на богат бизнесмен в романтичната драма „Температурата на любовта“.
През 2018 г. Ким Дже Ук е избран за участие в мюзикъла „Амадеус“ след троен кастинг, заедно с Чо Джунг Сук и Ким Сунг Кю. Японският му филм „Сънят на пеперудата“ е пуснат в Япония през май 2018 г. Същата година той получава роля в свръхестествения трилър на OCN „Гостът“.
През 2019 г. Ким е избран за главната роля в романтичната комедийна драма „Нейният личен живот“ заедно с Пак Мин Йонг. Сериалът отбелязва първия път, в който той участва в главна роля в романтична комедия.
През 2020 г. той създава My Margiela, видео поредица от 5 епизода за белгийския моден дизайнер Мартин Маржиела.
През 2022 г. Ким Дже Ук играе заедно с Кристъл Чонг в телевизионния сериал на KBS2 „Луда любов“, в ролята на учител по математика и главен изпълнителен директор на топ институт по математика.

## Филмография

### Филми
| Година | Заглавие            | Роля            | Забележка   |
| ------ | ------------------- | --------------- | ----------- |
| 2006   | Монополи            |                 |             |
| 2008   | Антика              | Мин Сун У (Оно) |             |
| 2010   | Златно сърце        | Ю Сонг          |             |
| 2010   | Bang                | Алекс           |             |
| 2015   | C'est Si Bon        | Канг Мьонг Чан  | спец. поява |
| 2015   | Planck Constant     | Ким У Чу        |             |
| 2016   | Две стаи, две нощи  | Ин Сонг         |             |
| 2016   | Последната принцеса | Со Такеюки      |             |
| 2017   | Друг начин          | Су Уан          |             |
| 2018   | Сънят на пеперудата | Со Чан Хе       |             |

### Сериали
| Година | Заглавие                              | Роля         | Забележка       |
| ------ | ------------------------------------- | ------------ | --------------- |
| 2002   | Господар на собствения си свят        | Ки Хонг      | член на групата |
| 2007   | Принцът на кафето                     | Но Сун Ки    |                 |
| 2007   | Пролетта на Дал Джа                   | Чун Ха       |                 |
| 2008   | Кралството на ветровете               | Чу Бал Со    |                 |
| 2010   | Give Me Your Memory: Pygmalion's Love | Ким Гьон     |                 |
| 2010   | Лошо момче                            | Хонг Те Сонг |                 |
| 2010   | Омъжи се за мен, Мери!                | Бьон Чонг Ин |                 |
| 2013   | Кой си ти?                            | И Хьонг Джун |                 |
| 2014   | Вдъхновяващо поколение                | Ким Су Ок    |                 |
| 2014   | Drama Festival 4teen                  | Джун И       | спец. поява     |
| 2015   | Сладко изкушение                      | Сок Мин      |                 |
| 2017   | Глас                                  | Мо Те Гу     |                 |
| 2017   | Температурата на любовта              | Пак Чонг У   |                 |
| 2018   | Гостът                                | Че Юн        |                 |
| 2018   | Изпитът на Бог: Рестартиране          |              | спец. поява     |
| 2019   | Нейният личен живот                   | Райън Голд   |                 |
| 2022   | Луда любов                            | Но Го Джин   |                 |

### Уеб сериали
| Година      | Заглавие          | Роля            |
| ----------- | ----------------- | --------------- |
| 2023 – 2024 | Играта на смъртта | Чонг Гю Чол     |
| 2024        | Хонг Ранг         | Принц Хан Пьонг |

## Награди
| Година | Награда                                                     | Категория                                                  | Номинация за             | Резултат  |
| ------ | ----------------------------------------------------------- | ---------------------------------------------------------- | ------------------------ | --------- |
| 2007   | 1st Korea Drama Awards                                      | Netizen – награда за популярност                           | Принцът на кафето        | Спечелил  |
| 2008   | 16th Korean Culture Entertainment Awards                    | Най-добър нов актьор                                       | Антика                   | Спечелил  |
| 2008   | Asia Model Awards                                           | Fashionista Award                                          |                          | Спечелил  |
| 2013   | Japan's Korean Wave 10th Anniversary Korean TV Drama Awards | Специална награда на журито                                |                          | Спечелил  |
| 2017   | SBS Drama Awards                                            | Най-добър актьор в сериал, излъчван в понеделник и вторник | Температурата на любовта | Номиниран |
| 2019   | StarHub Night of Stars 2019                                 | Най-добра азиатска звезда – мъж                            | Нейният личен живот      | Спечелил  |